# João Costa (esgrimista)
João Costa (Lisboa, 21 de julho de 1920 – Lisboa, 3 de outubro de 2010) foi um esgrimista português. Nesta modalidade, ele participou das provas de espada por equipas dos Jogos Olímpicos de Verão de 1948 e de 1952.